# Kafr Thulth
Kafr Thulth (àrab: كفر ثلث, Kafr Ṯulṯ) és un municipi palestí de la governació de Qalqilya, a Cisjordània, situada 28 kilòmetres al sud de Tulkarem. Es troba a 270 metres sobre el nivell del mar. Segons l'Oficina Central Palestina d'Estadístiques tenia 4.882 habitants el 2016.

## Etimologia
Kafr en siríac vol dir «vila» i Thulth vol dir «tres» o «un terç». Aquest nom siríac conserva els topònims de Baal-shalisha, una vila antiga que escreu que estava situada uns 5,6 kilòmetres al sud i és coneguda actualment com a Khirbat Sirisya.

## Geografia

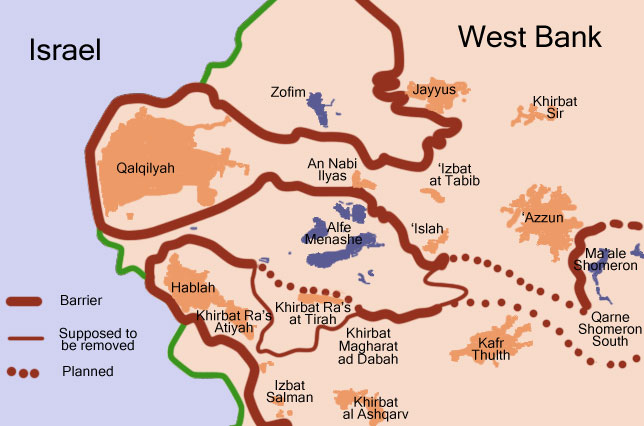
Mapa del camí de la barrera de separació al voltant dels enclavaments de Qalqilya i Hableh-Ras Atiya i la ruta proposada per Kafr Thulth

Kafr Thulth limita amb Azzun al sud, les viles de Sanniriya i Biddya a l'est i Deir Istiya a l'oest. En 1948, parts de Kharab i Aizab, com Salman, al-Moudwer, al-Sheikh Ahmad, al-Ashqar, Ras Tirah, al-Dabha, Kirash Kherba i Ras Atiya — viles o àrees de terra que originàriament pertanyien a Kafr Thulth foren separades del municipi per la Línia Verda, que forma la frontera entre Israel i Cisjordània.
La terra de Kafr Thulth s'estenia a la frontera del torrent d'Auja i al segle xix la superfície total del municipi era de 50-60,000 dúnams. Limitava amb Heblah, Jaljuliya, Azzun i Islah, però la jurisdicció de Kafr Thulth va disminuir el 1954; llavors, la distància era de 924 dúnams, mentre que la distància fins a Kherash Kherba que pertanyia a Kafr Thulth era de 3.665 dúnams.

## Història
En 1517, el poble va ser incorporat a l'Imperi Otomà amb la resta de Palestina, i el 1596, Kafr Tult va aparèixer als registres fiscals otomans com a part de la nàhiya o subdistricte de Jabal Qubal, dins del liwà o districte de Nablus. Tenia una població de 13 llars i 1 solter, tots musulmans. Pagaven impostos sobre el blat, ordi, cultius d'estiu, ingressos ocasionals, cabres i / o ruscs. En 1838, Kafr Thulth fou inclosa en una llista de viles elaborada per Edward Robinson, part de Jurat Merda, al sud de Nablus.
En 1852 Robinson va descriure Kafr Thulth com "una ruïna", i el mateix va fer Victor Guérin en 1870. Tanmateix els investigadors posteriors han assenyalat que ambdós només van veure Kafr Thulth des de la distància, i podria haver-la barrejat amb les ruïnes de Kufr Qara.
En 1882 el Survey of Western Palestine del Fons per a l'Exploració de Palestina descriu la vila (anomenada Khurbet Kefr Thilth) com "una petita vila en la part alta, amb dos pous. Va quedar en ruïnes el 1852, però ara té uns pocs habitants, la terra és dura i sense cultivar."

### Mandat Britànic
Segons el cens organitzat en 1922 per les autoritats del Mandat Britànic Kufr Thelth tenia 643 musulmans, mentre que en el cens de Palestina de 1931 els habitants de Kafr Thulth (inclosa Khirbat Khris), a 955, tots musulmans, en un total de 169 cases.

#### Propietat de la terra en 1945
| Grup ètnic | Propietat de la terra (en dúnams) |
| ---------- | --------------------------------- |
| Àrab       | 24,851                            |
| Jueu       | 82                                |
| Pública    | 5                                 |
| Total      | 24,938                            |

#### Ús de la terra en 1945
| Tipus d'ús de la terra               | Àrabs (en dúnams) | Jueus (en dúnams) |
| ------------------------------------ | ----------------- | ----------------- |
| Irrigació i plantació                | 1,629             | 0                 |
| Oliveres                             | 1,921             | 0                 |
| Cereals                              | 6,329             | 62                |
| Edificada                            | 55                | 0                 |
| Cultivable                           | 7,958             | 62                |
| No cultivable                        | 16,843            | 20                |
| Terra usurpada en l'àrea d'armistici | 0                 | 1,241 dúnams      |

### Després de 1948
Després de la de la Guerra araboisraeliana de 1948, i després dels acords d'Armistici de 1949, Kafr Thulth va restar en mans de Jordània. Després de la Guerra dels Sis Dies el 1967, ha estat sota ocupació israeliana.

#### Assentaments israelians a terres de Kafr Thulth
| Àrab    | Anglès | Hebreu | Any de construcció | Població (2015) |
| ------- | ------ | ------ | ------------------ | --------------- |
| أورانيت | Oranit | אורנית | 1983               | 9.073           |